# Исмей, Томас Генри
Томас Генри Исмей (англ. Thomas Henry Ismay; 7 января 1837 — 23 ноября 1899) — английский бизнесмен и основатель «Oceanic Steam Navigation Company», более известной, как «Уайт Стар Лайн». Его сын, Джозеф Брюс Исмей, отправил в 1912 году в первое плавание лайнер «Титаник».

## Биография
Томас Генри Исмей родился 7 января 1837 года в небольшом коттедже в Мэрипорте, графство Камберленд. Его отец, Томас Исмей, через некоторое время после рождения сына, начал свой собственный бизнес. Он купил акции пяти судов, совершавших рейсы из Мэрипорта. Когда Томасу Генри было шесть лет семья переехала в большой дом в Грасслоте, Мэрипорт. В старом доме поселились три сестры матери Исмея. Дом имел прозвище «Ропери», как название канатов, применяемых в судостроительных и судоремонтных предприятиях, и выложенных перед фасадом здания. Бо́льшую часть своего времени Исмей проводил в гавани. В гавани он много узнал о море и навигации, а также научился жевать табак, позже названный «табаком Исмея». Когда Томасу исполнилось 12 лет он был направлен в школу в Бремптоне, графство Камбрия. Это была одна из самых лучших школ в Северной Англии. В 16 лет Исмей оставил школу и стал учеником на корабле в Томлисоне, Ливерпуль. По окончании обучения он получил опыт плавания в открытом море. После возвращения в Англию, Томас Исмей начал своё дело, сотрудничая с Филиппом Нельсоном. Однако, партнёрство не продлилось долго, так как Нельсон, отставной морской капитан, был верен деревянным кораблям, а Исмей считал, что будущее за железными судами. В 1867 году Томас Исмей приобрёл флагман «Уайт Стар Лайн».
7 апреля 1859 года Исмей женился на Маргарет, дочери Люка Брюса. В 1867 году он покупает Уайт Стар. В последующие годы Исмей провел несколько проектов, включая постройку особняка в Турстестоне, спроектированного архитектором Ричардом Норманом Шоу. Выполненный из местного красного песчаника, дом был закончен в декабре 1884 года. Ему дали название «Доупол», но просуществовал он недолго: после смерти Маргарет Исмей в 1907 году дом продали мистеру Раттеру. В 1926 году особняк был продан сэру Генри Робертсу, который снёс его через год.
Исмей всегда проявлял интерес к судоходной компании «Asiantic Steam Navigation Company», и, желая видеть работу конкурента, вместе с основателем верфи «Harland and Wolff», Густавом Вульффом, совершил путешествие в Индию на борту парохода компании. 26 октября 1887 года они покинули Доупол и на поезде отправились в путь по территории Европы. Как только Исмей и Вульфф добрались до Италии, они пересели на пароход, следовавший до Александрии.
Около 1870 года Исмей разработал новый свод правил и положений в отношении трендов на постройку лайнеров «Атлантик» и «Океаник».
Томас Генри Исмей умер 23 ноября 1899 года в Доуполе, Турстестон. Был похоронен в Церкви святого Варфоломея в Турстестоне.